# Talles Frederico Silva
Talles Frederico Souza Silva (né le 20 août 1991 à São Gonçalo do Rio Abaixo) est un athlète brésilien, spécialiste du saut en hauteur.

## Carrière
Il bat en 2,21 m le record des Championnats d'Amérique du Sud d'athlétisme espoirs 2012 pour remporter le titre. Avec un record personnel de 2,23 m, établi en 2010 à Belo Horizonte et porté à 2,25 m en 2014 à Campinas, il a remporté la médaille d'or lors des Championnats d'Amérique du Sud d'athlétisme 2013 à Carthagène des Indes. Il franchit 2,28 m à São Bernardo do Campo le 18 avril 2015. à Lima, il termine second des Championnats d'Amérique du Sud de 2015, avec la même mesure que le premier classé, son compatriote Fernando Carvalho Ferreira. Le 27 mars 2016, il porte son record à 2,29 m à Campinas, ce qui le qualifie pour les Jeux olympiques de Rio.
Le 12 mars 2017, il porte son record à 2,30 m à São Bernardo do Campo ce qui le qualifie pour les Championnats du monde.

## Palmarès
| Date | Compétition                    | Lieu                 | Résultat | Marque |
| ---- | ------------------------------ | -------------------- | -------- | ------ |
| 2010 | Jeux sud-américains            | Medellin             | 7e       | 1,95 m |
| 2010 | Championnats du monde juniors  | Moncton              | qual.    | 2,14 m |
| 2011 | Championnats d'Amérique du Sud | Buenos Aires         | 5e       | 2,17 m |
| 2012 | Championnats ibéro-américains  | Barquisimeto         | 8e       | 2,16 m |
| 2013 | Championnats d'Amérique du Sud | Carthagène des Indes | 1er      | 2,22 m |
| 2014 | Championnats ibéro-américains  | Sao Paulo            | 5e       | 2,18 m |
| 2015 | Championnats d'Amérique du Sud | Lima                 | 2e       | 2,22 m |
| 2015 | Jeux panaméricains             | Toronto              | 9e       | 2,20 m |
| 2015 | Championnats du monde          | Pékin                | qual.    | 2,17 m |
| 2016 | Championnats ibéro-américains  | Rio de Janeiro       | 5e       | 2,20 m |
| 2016 | Jeux olympiques                | Rio de Janeiro       | qual.    | 2,17 m |
| 2017 | Championnats d'Amérique du Sud | Luque                | 2e       | 2,28 m |
| 2019 | Jeux mondiaux militaires       | Wuhan                | 7e       | 2,10 m |
| 2023 | Championnats d'Amérique du Sud | São Paulo            | 3e       | 2,13 m |

## Records
| Épreuve         | Épreuve   | Performance | Lieu                  | Date           |
| --------------- | --------- | ----------- | --------------------- | -------------- |
| Saut en hauteur | Plein air | 2,30 m      | São Bernardo do Campo | 12 mars 2017   |
| Saut en hauteur | En salle  | 2,26 m      | São Caetano do Sul    | 3 février 2018 |